# آرثر بويد
آرثر بويد (بالإنجليزية: Arthur Boyd)‏ هو رسام أسترالي، ولد في 24 يوليو 1920 في Murrumbeena, Victoria ‏ في أستراليا، وتوفي في 24 أبريل 1999 في ملبورن في أستراليا.

## وصلات خارجية
- آرثر بويد على موقع IMDb (الإنجليزية)
- آرثر بويد على موقع الموسوعة البريطانية (الإنجليزية)
- آرثر بويد على موقع ديسكوغز (الإنجليزية)